# Đề Truật
Dương Văn Truật tức Đề Truật hay Đề Hậu (? - khoảng 1893) là một danh tướng của cuộc khởi nghĩa Yên Thế.

## Tiểu sử
Dương Văn Truật sinh năm nào không rõ, nhưng có lẽ vào khoảng giữa thế kỷ XIX tại làng Chuông thuộc tổng Nhã Nam, nay thuộc Hà Nội. Ông lớn lên và trưởng thành vào thời kỳ nhà Nguyễn cắt dần đất cho Pháp và mở cửa khẩu cho quân Thanh chiếm đóng phía bắc sông Hồng. Nên quê hương của ông cũng bị giặc Tàu cướp phá, nhất là những toán cướp của Thái Bình thiên quốc. Vì vậy mà dân làng Chuông đã cùng liên quân hàng ước đứng lên chống giặc giữ làng.
Ông và Dương Văn Vật là hai tay cung thủ cừ khôi. Tương truyền, cứ mỗi một mũi tên các ông bắn ra là một tên giặc Tàu ngã xuống. Những trận chống giặc Tàu nổi tiếng của ông, ngày nay còn được kể lại. Trong đó phải kể đến trận quân Tàu do Lý Dương Tài, La Trắc Tử, Hoàng Cố Ba cầm đầu áp sát làng Chuông. Nhưng do sự phòng thủ kiên cố mà chúng mãi không chiếm được làng Chuông. Ngày 20 tháng 8 năm 1878, quân Tàu đánh làng Chuông lần thứ hai. Dân binh cùng ông chiến đấu rất anh dũng, đẩy lui các đợt tiến công của quân Tàu. Đến tháng 9 cùng năm, quân Tàu lại tấn công làng Chuông lần thứ ba. Lần này, chúng tấn công rồi chiếm luôn làng Ngò - nằm phía bắc làng Chuông. Dân làng Ngò đã báo trước cho làng Chuông, làng Cầu biết tin mang quân ứng cứu. Thừa thắng, quân Tàu đánh luôn làng Chuông. Ông chiến đấu rất anh dũng, kiên quyết chống địch, đồng thời nhắn cho một người đi báo cho dân làng biết để ứng cứu. Làng Hạ, làng Thượng (đã kết nghĩa với làng Chuông) liền cử người đi đánh giặc. Trận này quân ta bị giặc Tàu phục kích giết chết 37 người dân làng Thường, trai tráng, dân thường trong làng bị xóc xiên, chặt đầu ném xuống sông, phụ nữ bị đem về Tàu bán. Còn ông bị địch chặt đứt 10 ngón tay.
Ngày 16 tháng 3 năm 1884, Đề Nắm làm lễ tế cờ khởi nghĩa chống thực dân Pháp, ông dẫn dân binh đến gia nhập nghĩa quân. Sau đó, ông mang quân xây dựng đồn Mã Giới, cách Yên Thế khoảng 1 km, gọi là đồn Đề Truật. Tại đây, ông đã lãnh đạo nhân dân vừa xây dựng đồn lũy chiến đấu, vừa gia tăng sản xuất, tổ chức nhiều trận phục kích tiêu diệt quân địch. Phát hiện tại Mã Giới có quân khởi nghĩa, giặc Pháp đem quân tấn công. Ông biết có quân di chuyển để ẩn nấp, tiếp tục sản xuất quân trang cho nghĩa quân. Một thời gian dài sau, được lệnh của Đề Thám, ông mang quân đi xây dựng đồn lũy ở Sa La, đổi tên thành đồn Đề Hậu. Nơi ông đóng quân có bến sông nên dân vẫn gọi là bến Đề Hậu.
Tháng 3 năm 1892, giặc Pháp tổ chức tấn công, mở nhiều chiến dịch lớn vào Yên Thế, ông chống trả quyết liệt, tiêu diệt nhiều tên giặc Pháp. Lúc đó, Đề Nắm đã bị Đề Sặt sát hại rồi hàng Pháp. Ông được lệnh từ Đề Thám đã mang 12 nghĩa binh về làng Sặt bắt Đề Sặt, dẫn về trị tội.
Cuộc khởi nghĩa dần đi vào giai đoạn ác liệt nhất. Đề Thám lệnh cho ông tìm liên lạc với cánh quân của Đề Lam, Đề Công ở Thái Nguyên. Khi đến đồi Bái Lục, ông nghỉ lại, ăn uống xong, một tên lính gác đã phản bội sát hại ông.

## Vinh danh
Để tưởng nhớ ông, nhân dân làng Chuông đã tổ chức thờ cúng ông ở đình làng Chuông. Đến khoảng giữa thập kỉ 70 của thế kỷ XX, con cháu ông cho dựng đền tại đồn Mã Giới. Năm 1995, đền được xây thêm 3 gian tiền tế và cuối năm 2014 thì được trùng tu, tôn tạo như ngày nay.